# Susanne Kujala
Susanne Kujala (* 1976 in Berlin) ist eine deutsche Organistin und Akkordeonistin. Seit 1998 lebt sie in Finnland.

## Vita
Susanne Kujala wurde 1976 in Berlin geboren. Sie studierte 1996–1999 Akkordeon und Korrepetition an der Hochschule für Musik Hanns Eisler Berlin und 1999–2006 Akkordeon und Orgel an der Sibelius-Akademie Helsinki. 2013 erwarb sie einen akademischen Titel „Doktor der Musik“ an der Sibelius-Akademie der Universität der Künste Helsinki mit dem Thema „Die Orgel – als Instrument für Neue Musik“. Sie unterrichtet seit 2009 Orgel und weitere Fächer an der Sibelius-Akademie.
Ein Schwerpunkt von Kujalas Arbeit ist die Neue Musik. Sie hat mit vielen Komponisten zusammengearbeitet und eine große Zahl von Solo- und Kammermusikwerken sowie Konzerten uraufgeführt, z. B. von Kalevi Aho, Friedrich Goldmann und Helmut Zapf. Kujala bildete zusammen mit Eckhard Manz die künstlerische Leitung des Orgelfestivals „Brandneu 2022“, das parallel zur Documenta fifteen vom 25. Juni bis 10. September 2022 in der Martinskirche Kassel stattfand, und trat dort selbst in mehreren Konzerten auf.
Susanne Kujala ist mit dem Akkordeonisten und Komponisten Veli Kujala verheiratet, mit dem sie auch gemeinsam auftritt. Sie war Organistin der Uraufführung seines Konzerts CybOrgan für Orgel, Streicher und Live-Elektronik.

## Diskographie
- Bach on Porthan Organ, Alba 2017 (Johann Sebastian Bach: Präludien und Fugen BWV 532, 543; Sonaten BWV 526, 528; Toccata BWV 564)
- Susanne Kujala - Organ Music Of The 21st Century, Alba 2018 (Werke von Maija Hynninen, Minna Leinonen, Olli Virtaperko, Antti Auvinen)

Zusammen mit Veli Kujala: 
- Kalevi Aho, Klarinettenquintett und weitere Werke, BIS 2010 (Sonate für zwei Akkordeons)
- Hyperorganism, Alba 2016 (Veli Kujala: CybOrgan)

## Schriften
- Orgeln für die Zukunft. Die neuen, mitunter mikrotonalen Orgeln in Kassel und Helsinki. In: Neue Zeitschrift für Musik. Bd. 182, 2021, S. 24–28.
- Martti Porthan, der Orgelbauer, der den Geist Silbermanns nach Finnland brachte. In: Ars Organi. 68, 2020, S. 16–22.